# Hella Mandt-Zunker
Hella Mandt-Zunker (* 4. Dezember 1937; † 28. April 2020, geb. Hella Mandt) war eine deutsche Politikwissenschaftlerin und Hochschullehrerin.

## Leben

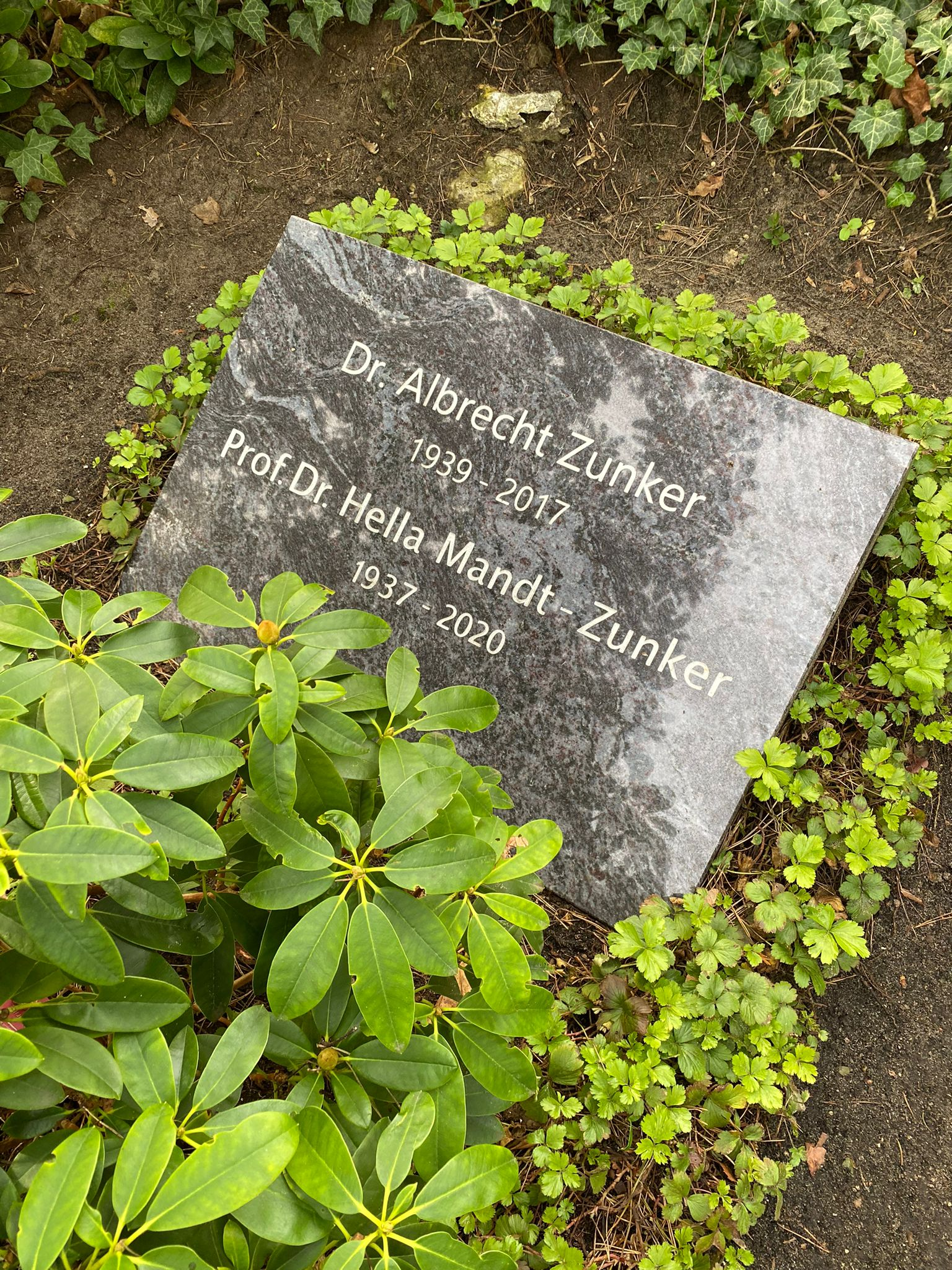
Grabstätte auf dem Friedhof Heerstraße

Hella Mandt-Zunker studierte in München und Hamburg Politikwissenschaft, Geschichte und Soziologie. Von 1969 bis 1971 arbeitete sie als wissenschaftliche Assistentin bei ihrem akademischen Lehrer Wilhelm Hennis in Freiburg. Danach war sie ab 1972 Assistenzprofessorin mit dem Schwerpunkt politische Theorie und Ideengeschichte an der Universität Trier. Von 1980 bis zu ihrer Versetzung in den Ruhestand im Jahr 2000 war sie ebenfalls in Trier Professorin für politische Theorie und Ideengeschichte. Mandt-Zunker war Mitbegründerin der Deutschen Gesellschaft für Politikwissenschaft. Sie war mit Albrecht Zunker (1939–2017) verheiratet, der die Stiftung Wissenschaft und Politik aufbaute.
Beide ruhen auf dem Berliner Friedhof Heerstraße (Abt. 18 L-37).

## Schriften (Auswahl)
- Politik in der Demokratie. Aufsätze zu ihrer Theorie und Ideengeschichte, Nomos, Baden-Baden 1998, ISBN 978-3-7890-5253-8.
- Die Zukunft der Bürgergesellschaft in Europa, Nomos, Baden-Baden 1994, ISBN 978-3-7890-3539-5.
- Zwischen Realismus und Fundamentalismus. Demokratietheorie in der Ära Adenauer, unveröffentl. Habilitationsschrift, Universität Trier.
- Tyrannislehre und Widerstandsrecht. Studien zur deutschen politischen Theorie des 19. Jahrhunderts (= Dissertation Universität Freiburg i. Br.), Luchterhand, Darmstadt/Neuwied 1974, ISBN 978-3-472-74536-5.